# Philippa Marrack
Philippa „Pippa“ Marrack (* 28. června 1945 Ewell, Spojené království) je anglická imunoložka a akademička působící ve Spojených státech amerických, známá především díky svému výzkumu a objevům týkajícím se T-lymfocytů, které utvářejí současné poznatky medicíny o lidském imunitním systému, vakcínách, HIV a dalších poruchách imunity.
Byla vedoucí oddělení biomedicínského výzkumu v nemocnici National Jewish Health a profesorkou imunologie a mikrobiologie na University of Colorado v Denveru. Je nositelkou Wolfovy ceny za lékařství za rok 2015.

## Dětství a mládí
Philippa se narodila 28. června 1945 v Ewellu v Anglii. Její otec sloužil u královského námořnictva a rodina se během jejího dětství často stěhovala. Ke studiu imunologie ji přivedl dědečkův bratr John Marrack, který byl ve 30. letech 20. století známým imunologem. Vystudovala na Univerzitě v Cambridge a po ukončení studia odjela do Spojených států amerických, aby zde absolvovala postdoktorskou práci a výzkum.

## Vědecká kariéra
Ve Spojených státech amerických se jako postdoktorandka seznámila se svým celoživotním partnerem a současným manželem Johnem W. Kapplerem. Společně dokončili mnoho výzkumů a dosáhli mnoha významných objevů v oblasti imunologie, biochemie a molekulární biologie.
Postdoktorandské studium Marrack absolvovala u Richarda Duttona na Kalifornské univerzitě v San Diegu. Podle jejího vyjádření měl Dutton obrovský vliv na její kariéru, protože ji naučil psát, přednášet, vést laboratoř a také kriticky myslet. Do prvního zaměstnání nastoupila na fakultu Rochesterské univerzity, kde vedla vysokoškolský kurz imunologie. S manželem zde založili společnou laboratoř. V téže době získala Marrack nezávislé finanční prostředky od American Heart Association a American Cancer Society na studium T-lymfocytů. Stala se docentkou na Rochesterské univerzitě a poté přednášela v Denveru ve státě Colorado na fakultě National Jewish Health a na Coloradské univerzitě. Byla také výzkumnou pracovnicí Howard Hughes Medical Institute. Během své kariéry publikovala více než 300 odborných článků v recenzovaných časopisech. Díky častým citacím odborných prací a článkům v časopisech se řadí na třetí místo mezi nejvlivnějšími vědeckými pracovníky v zemi a je uznávanou špičkovou odbornicí ve svém oboru.

### Výzkumné zájmy
Marrack pracovala společně s manželem Johnem Kapplerem na studiu základní biologie lymfocytů a na aplikaci poznatků o lymfocytech na lidská onemocnění. Velká část jejich práce se soustředí na T-lymfocyty v souvislosti s ochranou proti infekcím, jejich úlohou při vzniku autoimunitních a alergických onemocnění a jejich možnou rolí při obraně proti rakovině. Jako jedni z prvních na světě v laboratořích National Jewish Health v Denveru izolovali receptor T-lymfocytu, klíčovou součást imunitní reakce, která identifikuje cizí útočníky v těle a ničí je. Následně popsali, jak jsou T-lymfocyty, které by se mohly zaměřit na ničení vlastní tělesné tkáně, zlikvidovány v brzlíku dříve, než mohou způsobit problémy. Právě když tyto buňky nejsou včas zničeny, způsobují destruktivní autoimunitní onemocnění, jako je AIDS, cukrovka, roztroušená skleróza (RS), revmatoidní artritida nebo lupus. Manželé také objevili superantigeny, silné toxiny, které stimulují velké množství T-lymfocytů a mohou vyvolat ničivé imunitní reakce s bouřlivými příznaky, jako například při syndromu toxického šoku nebo při otravě z jídla. V dalších výzkumných projektech se Marrack zaměřilia na to, proč se některá autoimunitní onemocnění, jako je lupus a RS, vyskytují častěji u žen než u mužů.

## Osobní život
V současnosti má britské i americké občanství. Ve Spojených státech amerických se seznámila se svým celoživotním partnerem Johnem W. Kapplerem, za něhož se v roce 1974 provdala. Mají spolu dvě děti, Jamese a Kate. Philippa ráda hraje na klavír a také běhá podél řeky Platte se svými labradory.